# Hermann von Bruiningk
Freiherr Gottfried Robert Hermann von Bruiningk (russisch Герман фон Брюнинг), (* 14. Augustjul. / 26. August 1849greg. in Dorpat, Livland; † 17. Maijul. / 30. Mai 1927greg. in Riga) war ein deutsch-baltischer Historiker.

## Leben

### Herkunft und Familie
Hermann von Bruiningk war ein Sohn des Landrichters in Dorpat und Gutsbesitzers zu Hellenorm und Samhof, Freiherr Ludolph August von Bruiningk (* 1809; † 1891), und der Baronin Marie von Bruiningk, geb. Fürstin Lieven (* 1818; † 1853).
Bruiningk vermählte sich in Riga am 4. März 1903 mit Marie Cäcilie Adelheid Stahl (* 1859; † 1918), der Tochter des Gouvernementsrevisors Theodor Stahl und der Cäcilie Gerstenmeyer. Seine Ehe blieb kinderlos.

### Werdegang
Er besuchte von 1859 bis 1866 das Gymnasium und studierte anschließend in den Jahren 1867 bis 1875 Jura an der Kaiserlichen Universität Dorpat. In Dorpat wurde er Mitglied der Korporation „Livonia“. Nach seinem Studium befasste er sich bis 1882 mit archivalischen Arbeiten im Auftrag des Livländischen Landtags in der Ritterschaftskanzlei in Riga, hatte aber in dieser Zeit auch eine Anstellung als Hofgerichtsassessor.
Von 1882 bis 1884 war er Ritterschaftsarchivar und Kassadeputierter, von 1884 bis 1899 Ritterschaftssekretär. Von 1899 bekleidete Bruiningk das Amt des Direktors des Alten Archivs der Livländische Ritterschaft. Auf dieser Anstellung blieb er bis 1920, wechselte dann als Angestellter zum Lettischen Staatsarchiv. In diesen Stellungen sicherte er Gutsarchive und andere Bestände, vor allem das Archiv des Livländischen Hofgerichts. 1908 war er Präsident des 1. Historikertags in Riga. 1919 erlangte er an der Universität Leipzig die Graduierung zum Dr. phil. h. c. d.
Bruiningk war vielseitig und einschlägig organisiert und vernetzt. Seit 1875 war er Mitglied, von 1890 bis 1902 Präsident, dann Ehrenmitglied und Mitdirektor der Gesellschaft für Geschichte und Altertumskunde in Riga. Seit 1892 war er Ehrenmitglied der Ehstländischen Literärischen Gesellschaft in Reval, seit 1893 der Gelehrten Estnischen Gesellschaft in Dorpat, seit 1905 der Kurländischen Gesellschaft für Literatur und Kunst, seit 1909 der Genealogischen Gesellschaft der Ostseeprovinzen in Mitau sowie schließlich seit 1924 auch bei der Altertumsforschenden Gesellschaft zu Pernau. Schlussendlich war Bruiningk seit 1896 auch Mitglied der Kaiserlichen Archäologischen Gesellschaft zu Moskau.
Am 1. Juni 1877 wurde Hermann von Bruiningk in die Matrikel der Oeselschen Ritterschaft aufgenommen.

## Schriften
Bruiningk hat zahlreiche Abhandlungen zur baltischen Geschichte verfasst, nachstehend lediglich eine unvollständige Auswahl.
als Autor
- Livländische Rückschau. 1879
- Messe und kanonisches Stundengebet nach dem Brauche der Rigaschen Kirche im späten Mittelalter. Riga 1903 (1904)
- Bericht des Sekretärs für historische Quellenstudien und Beaufsichtigung des alten Archivs H. v. Bruiningk. o. O. 1906, S. 11–14
- Das livländische Ritterschaftsarchiv zu Riga. In: Arbeiten des Ersten Baltischen Historikertages zu Riga 1908, Riga 1909, S. 274–285
- Die Arbeiten im Livländischen Ritterschaftsarchiv 1911/13. Riga 1913
- Das Geschlecht von Bruiningk in Livland. Familiengeschichtliche Nachrichten. Riga 1913; Neuauflage: Adegi Graphics LLC, Riga, ISBN 0543948641 (Digitalisat)
- Der Werwolf in Livland und das letzte im Wendenschen Landgericht und Dörptschen Hofgericht i. J. 1692 deshalb stattgehabte Strafverfahren. In: Mitteilungen aus der livländischen Geschichte 22 (1922–28), S. 163–220
- Das ehemalige Historische Landesarchiv in Riga. In: Archivalische Zeitschrift 36 (1926), S. 119–133.
- Die v. Bülow in Livland 1633 bis 1750. In: Jahrbuch für Genealogie, Heraldik und Sphragistik. Mitau 1930, S. 11–29

als Herausgeber
- Livländische Güterurkunden. Band 1, Riga 1908 (gemeinsam mit Nicolaus Busch) (Digitalisat)
- Livländische Güterurkunden. Band 2, Riga 1923 (Digitalisat)

Der handschriftliche Nachlass Bruiningks, welcher unter anderem den bisher unveröffentlichten Band 3 der Livländische Güterurkunden sowie Auszüge aus den Kirchen-Gerichts-Protokollen der Rigaer Kirche enthält, befindet sich im Staatsarchiv in Riga.